# 빌 오버스트 주니어

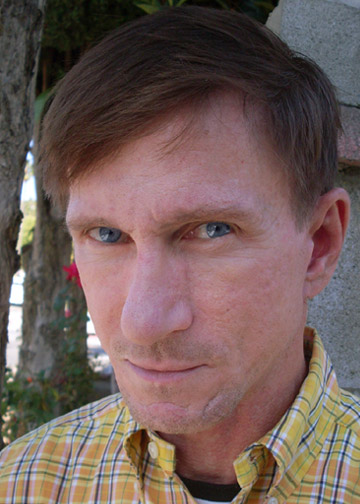

빌 오버스트 주니어(Bill Oberst Jr., 1965년 11월 21일 ~ )는 미국의 배우, 연극 배우, 텔레비전 배우, 성우이다.
사우스캐롤라이나주에서 태어났다.

## 영화
- 싱크로닉 (2019년)
- 아텔로포비아 챕터 II (2018년) - 빌 역
- 데미갓 워즈 (2018년)
- 영혼의 사투 (2018년)
- 아일라 (2017년)
- 임푸라투스 (2017년)
- 블리치 (2016년)
- 디치 (2016년)
- 스크림 더 데빌 (2016년) - 잡 역
- 레전드 (2015년)
- 로스트 인 어 센스 (2015년)
- 좀비월드 (2015년)
- 블랙 워터 뱀파이어 (2015년) - 레이몬드 뱅크스 역
- 강아지 삼총사 (2014년)
- 락 앤 롤: 더 무비 (2014년) - 모 역
- 칠드런 오브 소로우 (2014년)
- 어 그림 비커밍 (2014년) - 필 역
- 어쌔신즈 (2014년) - 할그레이브스 역
- 더 리트리블 (2013년) - 버렐 역
- 레졸루션 (2013년) - 바이런 역
- 그루밍 지젤 (2013년) - 레니 역
- 더 덴 (2013년) - 스키터 역
- 사도 베드로와 최후의 만찬 (2012년)
- 아미넬 (2012년)
- 스캐어리 오어 다이 (2012년) - 벅 역
- 컨페션스 오브 어 셀프-헤이팅 쥬 (2012년) - 아돌프 역
- 아브라함 링컨 VS 좀비 (2012년) - 아브라함 링컨 역
- 비비드 (2011년)
- 악마의 탄생 (2011년) - 개리 역
- 헌팅 인 살렘 : 악령의 마을 (2011년)
- 캐리비안의 해적: 낯선 조류 (2011년) - 이매쉬에이트 파이럿 역
- 데저트 선 (2010년) - 의붓아버지 역
- 비기너스 (2010년)
- 디즈멀 (2009년)
- 아임 얼라이브 (2009년)
- 천가지 죽는 방법 (2008년)
- 벌들의 비밀생활 (2008년)